# Бельтритти, Джакомо Джузеппе
Джакомо Джузеппе Бельтритти (итал. Giacomo Giuseppe Beltritti; 23 декабря 1910 года, Певераньо, Италия — 1 ноября 1992 года, Иерусалим, Израиль) — католический епископ. В 1970—1987 годах — Патриарх Иерусалима латинского обряда Римско-католической церкви. Титулярный епископ Каны (1965—1970 гг.). Великий приор ордена Святого Гроба Господнего Иерусалимского (1970—1987 гг.).

## Биография

### Ранние годы. Священник
Родился 23 декабря 1910 года в Певераньо (Пьемонт) с семье Джакомо Бельтритти и его супруги Джулии Дальмассо. В семье было девять детей, трое умерли в младенчестве, остальные шесть, три девочки и три мальчика, достигли зрелого возраста.
Во время обучения в семинарии в Турине, встретился с патриархом Иерусалима Луиджи Балассина, который искал священников для работы своей епархии. В возрасте 15 лет уехал в Святую Землю и продолжил там обучение в семинарии в Бейт-Джале.
15 апреля 1933 года рукоположен в священники в церкви Святого Имени Иисуса в Иерусалиме. Рукоположение провёл архиепископ Исфахана Игнацио Бедини.
После короткого пребывания в Италии, был отправлен в Рафат директором детского дома и сельскохозяйственной школы. В 1935 году стал священником в Рамалле, а четыре года спустя, в начале войны, как и все священники и религиозные деятели, которые были в Палестине оказался интернирован. После войны он стал священником церкви Благовещения в Бейт-Джале. Во время войны 1947—1949 годов он приютил в своём доме большое количество беженцев, он занимался распределением продуктов питания и медикаментов, вплоть до конца войны. Когда он ушел Бейт-Джала прихожане отказались от нового священника, выражая свой гнев и недовольство. В 1949 году он был назначен канцлером Патриаршей курии.

### Епископ и патриарх
В 1965 году папа Павел VI выбрал его в качестве коадъютора с правом наследования патриарха. С 21 сентября 1965 года — коадъютор Патриарха Иерусалима и титулярный епископ Каны. 10 октября 1965 года рукоположен во епископы в храме Гроба Господня. Первым консекратором был Патриарх Иерусалимский Альберто Гори. В 1965 году, в качестве отца Собора, принимал участие в работе 4 сессии Второго Ватиканского собора.
С 25 ноября 1970 года по 11 декабря 1987 года — Патриарх Иерусалимский.
с 25 ноября 1970 года по 11 декабря 1987 года — великий приор ордена Святого Гроба Господнего Иерусалимского.

### На покое
В 1987 году обратился к папе с просьбой об отставке по возрасту. Затем он жил в течение пяти лет в монастыре Дейр Рафат, под Иерусалимом, молясь, работая над своим дневником и выполняя некоторые пастырские обязанности. Он умер в Иерусалиме 1 ноября 1992 года, куда прибыл с визитом.

## Оценки
Патриарх Иерусалимский Фуад Туаль охарактеризовал его как «человека Божия», «человека культуры», «человека диалога» и «человека Церкви» и «человека редкой скромности» и он отмечал, что эти качества позволили ему объединить «правду с милосердием» в отношениях «с православными братьями, с англиканами, с мусульманами, со всеми».